# Khadija Ouardi
Khadija Ouardi, née le 3 janvier 1994, est une athlète marocaine.

## Carrière
Khadija Ouardi remporte aux Championnats panarabes d'athlétisme 2017 à Radès la médaille d'or sur 400 mètres, en relais 4 × 100 mètres et en relais 4 × 400 mètres et la médaille d'argent sur 200 mètres.
Au niveau national, elle est championne du Maroc du 200 mètres en 2016 et 2018 et du 400 mètres en 2015 et 2018.

## Palmarès
| Date | Compétition             | Lieu      | Résultat | Épreuve   | Temps         |
| ---- | ----------------------- | --------- | -------- | --------- | ------------- |
| 2017 | Championnats panarabes  | Radès     | 1re      | 400 m     | 53 s 97       |
| 2017 | Championnats panarabes  | Radès     | 1re      | 4 x 100 m | 46 s 70       |
| 2017 | Championnats panarabes  | Radès     | 1re      | 4 x 400 m | 3 min 44 s 22 |
| 2017 | Championnats panarabes  | Radès     | 2e       | 200 m     | 24 s 25       |
| 2017 | Jeux de la Francophonie | Abidjan   | 4e       | 400 m     | 53 s 74       |
| 2018 | Jeux méditerranéens     | Tarragone | 4e       | 4 x 400 m | 3 min 33 s 91 |